# Rozdole (Skrzypaczowice)
Rozdole – część wsi Skrzypaczowice w Polsce, położona w województwie świętokrzyskim, w powiecie sandomierskim, w gminie Łoniów. Nie ma sołtysa, należy do sołectwa Skrzypaczowice.
W latach 1975–1998 Rozdole administracyjnie należało do województwa tarnobrzeskiego.